# Гольдфаден, Абрам
Авро́м Гольдфа́ден (полное имя — Аврум Хаим-Липович Гольденфудим; 24 июля 1840, Староконстантинов — 9 января 1908, Нью-Йорк) — русский и американский еврейский поэт, драматург, издатель и педагог, театральный режиссёр.

## Биография
Родился в семье вишневецкого Кременецкого уезда мещанина, часового мастера Хаима-Липы Вольф-Герцовича Гольденфудима (1817—1898) и Ханы-Ривки Гольденфудим (1819—1899) в Староконстантинове 24 июля 1840 года. Его домашним учителем был уроженец Староконстантинова, еврейский поэт, историк, переводчик и педагог Авром-Бер Готлобер. Рано заинтересовался литературой. Учил немецкий по Торе в переводе еврейско-немецкого философа Мозеса Мендельсона.
В 1857 году поступил в казённое раввинское училище в Житомире, которое окончил в 1866 году (в Житомире учился и его младший брат Юдка). Работал учителем в еврейских казённых еврейских школах в Симферополе и Одессе.
В 1869 году в Одессе женился на Полине Ильиничне-Марковне Вербель, дочери поэта и педагога Маркуса (Мордехая) Вербеля (1805—1880). Его брат Нафтула женился на другой дочери Маркуса Вербеля — Эстер Мордковне (Эсфири, Эрнестине Марковне). В 1875 году переехал во Львов и пытался издавать газету «Старый Исроэл». Денег на этом не заработал, но приобрёл известность.
В 1876 году отправился в Черновицы. Издал 18 номеров «Буковинской израэлитской народной газеты». Затем поехал в Яссы, потом, в 1887 году — в Нью-Йорк, далее в Лондон, Париж в 1889 году. А в 1903 году — снова в Нью-Йорк: с целью «умереть среди своих». Скончался через 5 лет на 68-м году жизни. Похоронен на Вашингтонском (русско-еврейском) кладбище в Бруклине (Нью-Йорк); рядом покоится его супруга.

## Литературная и сценическая деятельность
В 1856 году Гольдфаден издал свой первый сборник на древнееврейском языке «Цветы и Цвета».
В студенческие годы написал множество стихотворений на идише, а после окончания училища издал сборник стихов «Еврейские стихи на простом еврейском языке».
В 1875 году издавал газету «Старый Исроэл» во Львове, в 1876-м — «Буковинскую израэлитскую народную газету» в Черновцах.
После переезда в Яссы Гольдфаден решил выступать со своими песнями на эстраде в городском саду, но провалился, так как публика хотела слушать что-нибудь попроще. После этого он понял, что нужно повышать вкус еврейской публики.
Гольдфаден решил поставить спектакль, собрал труппу, написал пьесу «Бабушка и внучек». Всё лето 1876 года труппа успешно выступала в городском саду, но впоследствии распалась, её состав изменился, а Гольдфаден отправился путешествовать по Восточной Европе, в пути сочиняя пьесы и оперетты.
Со временем драматург начал обращаться к библейским сюжетам («Суламифь», «Бар Кохба»), и его пьесы стали похожи на пуримшпиль.
В 1883 году царское правительство запретило еврейский театр, и Гольдфаден переехал в Варшаву, а свой театр назвал немецким.
В 1888—1889 годах он пытался в Нью-Йорке издавать «Нью-Йоркскую иллюстрированную газету» (Ньюйоркер илустрирте цайтунг) на идише и основал школу актёрского мастерства. Благодаря его усилиям также была осуществлена первая в США театральная постановка на иврите.
Гольдфаден — автор около 60 пьес. Среди них выделяются «Колдунья», «Двое простофиль», «Бабушка и внучек», «Рекруты», «Суламифь», «Бар Кохба», «Д-р Альмасадо».
В 1940 году избранные драматические произведения Гольдфадена были изданы в Киеве.